# Jorge Calvo
Jorge Calvo (Sarandí, provincia de Buenos Aires, Argentina , 2 de junio de 1919 - Quilmes, ibídem, 4 de agosto de 1950) fue un periodista y militante político argentino, que tuvo diversos cargos en el Partido Comunista Argentino y fue asesinado en su local partidario, mientras cubría la retirada de sus compañeros, a manos de un grupo de choque de la Sección Especial Anticomunista, bajo el primer gobierno de Juan Domingo Perón.
La Brigada Jorge Calvo lleva su nombre en su memoria.

## Actividad política
Su familia era obrera, su padre se llamaba Santiago y su madre era Esperanza Álvarez. Tenía dos hermanos mayores, cursó los estudios secundarios en el Colegio Nacional Buenos Aires y comenzó a cursar en la Facultad de Filosofía y Letras. Hacia la mitad de la década de 1930 fue uno de los fundadores e impulsores del club José Ingenieros, una entidad de actividad social, cultural y deportivo de la localidad de Sarandí y a fines de esa década se afilió a la Federación Juvenil Comunista. No pasó mucho hasta que fue elegido responsable del Centro de la FJC de Sarandí.
Participó en agosto de 1941 del Congreso de la Juventud Argentina que se reunió en Córdoba. A comienzos de 1942 fue nombrado responsable de organización de la FJC de la provincia de Buenos Aires y, meses después, secretario general. Perseguido por la dictadura militar que derrocó al gobierno en junio de 1943, debe ocultar su domicilio. Fue detenido por la policía de la provincia de Buenos Aires el 15 de octubre de 1944 cuando asistía a una reunión del comité provincial, torturado en una de sus dependencias llamada “Casa del Bosque” y retenido en los sótanos del Departamento de Policía en La Plata y en la División Cuatrerismo hasta el 7 de julio de 1945 en que es liberado.
Elegido pocos meses después como secretario nacional de la FJC, impulsó una fuerte oposición al peronismo y trabajó a favor de la Unión Democrática en las elecciones de febrero de 1946  en que esa coalición fue derrotada por las listas que consagraron presidente a Juan Domingo Perón. Fue el expositor del informe de la FJC en el XI Congreso del Partido Comunista realizado entre el 14 y el 17 de agosto de 1946. A fines de 1948 fue uno de los dirigentes de la Unión de Jóvenes Patriotas Argentinos, una experiencia frentista opositora al gobierno. Colaboró en diversas publicaciones del PCA, entre ellas en Juventud.
En septiembre de 1949 fue a Europa; en Budapest asistió como delegado argentino al II Congreso y Festival de la Federación Mundial de Juventudes Democráticas y después viajó por Polonia y Checoslovaquia. En abril de 1950 dejó la FJC y fue nombrado secretario general del PCA de la provincia de Buenos Aires.

## Asesinato
El 4 de agosto de 1950, en una época en que el PC realizaba una campaña de oposición del envío de tropas a la Guerra de Corea, un grupo armado de la Sección Especial Anticomunista de la Policía irrumpió en una reunión que se realizaba en el local partidario de la ciudad de Quilmes, asesinó a Jorge Calvo mientras este cubría la retirada de sus compañeros, y al obrero textil Ángel Pedro Zelli e hirió a los dirigentes juveniles Jorge Bergtein y Amado Heller.
Calvo se había casado en enero de 1943 con una compañera de militancia con la cual tuvo dos hijos.     